# 紹夫斯冰原島峰
73°18′S 64°4′W / 73.300°S 64.067°W
紹夫斯冰原島峰（英語：Schoofs Nunatak），是南極洲的冰原島峰，位於帕爾默地，處於巴科夫山西北面37公里，美國地質調查局根據測量和該國海軍的空中照片繪入地圖，現時由南極條約體系管理。